# Yoshida-gun
Yoshida (jap. 吉田郡 Yoshida-gun) ist ein Landkreis in der Präfektur Fukui in Japan.
Er hat eine Fläche von 94,34 km², eine Einwohnerdichte von 220,12 Personen pro km² und insgesamt etwa 20.766 Einwohner. (Stand: 2005)

## Gemeinde
- Eiheiji